# 0,999...

Rappresentazione artistica dell'uguaglianza tra 0,999... e 1

In matematica, la notazione decimale periodica 0,999..., scritta correttamente: {\displaystyle 0,{\bar {9}}} oppure {\displaystyle 0{,}{\dot {9}}} oppure {\displaystyle 0{,}(9)}, denota il numero reale 1.
In altre parole, le notazioni "0,999…" e "1" rappresentano lo stesso numero reale. Nel tempo sono state derivate numerose dimostrazioni di questa identità, a diversi livelli di rigore matematico, adottando diversi sviluppi del sistema dei numeri reali, assunzioni e contesti storici, e rivolte a diversi tipi di pubblico.
I ricercatori nel campo dell'insegnamento della matematica hanno studiato la recettività degli studenti verso questa uguaglianza. Benché essa sia stata da tempo accettata dai matematici e insegnata nei libri di testo, molti studenti la discutono o la rifiutano, almeno inizialmente. Molti vengono guidati ad accettare l'uguaglianza dai libri di testo, dagli insegnanti e da ragionamenti aritmetici. Le ragioni degli studenti nel negare o affermare l'uguaglianza sono solitamente basate su alcune intuizioni errate sui numeri reali; per esempio, che ogni numero reale ha un'unica rappresentazione decimale, che gli infinitesimi diversi da zero esistono o che l'estensione di 0,999… ha un termine.
La non unicità di tale rappresentazione non è limitata al sistema decimale. Lo stesso fenomeno si presenta in tutte le basi intere e i matematici hanno anche quantificato i diversi modi di scrivere 1 in basi non intere. Questo fenomeno non è neppure ristretto al solo numero 1: ogni numero razionale diverso da zero avente una rappresentazione decimale limitata può essere scritto in una forma che ha periodo 9. La forma decimale limitata è adottata più spesso per semplicità, e ciò contribuisce all'idea sbagliata che questa sia l'unica rappresentazione. Di fatto, una volta che si permettono le periodicità, tutti i sistemi numerici posizionali contengono un numero infinito di numeri con rappresentazioni duplici. Per esempio 28,3287 è uguale a 28,3286999... e a 28,3287000. Queste rappresentazioni duplici sono state usate per capire meglio gli schemi nelle rappresentazioni decimali delle frazioni e nella struttura di un semplice frattale, l'insieme di Cantor. Bisogna tenerne conto per studiare il grado di infinito (cardinalità) dell'insieme dei numeri reali.
Possono essere costruiti sistemi numerici in cui non vi è più questa identità, ma solo fuori dai sistemi convenzionali di numerazione reale usati nella matematica elementare.

## Introduzione
0,999… è un numero scritto nel sistema di numerazione decimale e una delle più semplici dimostrazioni che tale numero è uguale a uno si affida alle proprietà aritmetiche di questo sistema. Gran parte dell'aritmetica decimale — addizione, sottrazione, moltiplicazione, divisione e comparazione — usa manipolazioni al livello delle cifre che sono molto simili a quelle usate per gli interi. Come con gli interi, due decimali finiti con cifre diverse sono numeri diversi (si ignorano gli zeri periodici). In particolare, qualsiasi numero nella forma di 0,99…9, dove i 9 hanno una fine, è leggermente minore di 1.
Sbagliare a interpretare il significato dell'uso del "…" (Punti di sospensione) in 0,999… porta a non capire la sua uguaglianza a 1. L'uso dei punti, in questo caso, è diverso da quello fatto nel linguaggio o in scritture come 0,99…9, in cui i punti specificano che una porzione finita non viene scritta. La notazione 0,999… può essere interpretata come un numero solo utilizzando il concetto matematico di limite. Di conseguenza, nell'uso convenzionale della matematica, il valore assegnato alla notazione "0,999…" è il numero reale che è limite della successione (0,9; 0,99; 0,999; 0,9999; …).
Non è questa l'unica notazione in cui, a differenza del caso con gli interi e i decimali finiti, capita che uno stesso numero può essere rappresentato in diverse maniere. La stessa cosa si verifica nell'uso delle frazioni, con le quali esistono non solo due ma infinite possibilità equivalenti come si vede nel seguente esempio: 1⁄3 = 2⁄6 = 4⁄12, ecc. I decimali infiniti, tuttavia, possono rappresentare lo stesso numero in due soli modi, uno dei quali deve terminare con una serie infinita di nove, mentre l'altro deve terminare (o, detto in altro modo, deve consistere di una serie di zeri periodici da un certo punto in avanti).
Ci sono molte dimostrazioni del fatto che 0,999… = 1, dotate di diversi livelli di coerenza matematica. Un breve abbozzo di una dimostrazione coerente può essere descritto semplicemente nei seguenti termini: si assuma che due numeri reali siano identici se e solo se la loro differenza è uguale a zero. La maggior parte delle persone sarebbe d'accordo nel dire che la differenza tra 0,999… e 1, se esiste, deve essere molto piccola. Considerando la convergenza della successione sopra descritta, possiamo mostrare che la dimensione di questa differenza deve essere più piccola di qualsiasi quantità positiva e si può dimostrare che il solo numero reale con questa proprietà è 0. Poiché la differenza è 0 ne consegue che i numeri 1 e 0,999… sono identici. Lo stesso principio spiega anche perché 0,333… = 1⁄3, 0,111… = 1⁄9 eccetera.

## Difficoltà nell'insegnamento
Gli studenti di matematica spesso rifiutano l'uguaglianza tra 0,999… e 1, con motivazioni che vanno dal loro diverso aspetto a dubbi sul concetto di limite e dissensi sulla natura degli infinitesimi. Ci sono molti fattori comuni che contribuiscono alla confusione:
- Gli studenti sono spesso "mentalmente legati alla nozione che un numero può essere rappresentato in un modo e uno soltanto in decimale". Vedere due rappresentazioni decimali manifestamente differenti che rappresentano tuttavia lo stesso numero sembra loro un paradosso, amplificato dal vedere in gioco l'apparentemente ben conosciuto numero 1.[2]
- Alcuni studenti interpretano 0,999… (o notazioni simili) come una serie numerosa, ma finita, di 9, eventualmente con una lunghezza variabile e non specificata. Se accettassero una stringa infinita di nove, si aspetterebbero comunque un ultimo 9 "a infinito".[3]
- L'intuito e gli insegnamenti ambigui portano gli studenti a pensare al limite di una successione come un tipo di processo infinito piuttosto che a un valore preciso, poiché una successione non ha bisogno di raggiungere il proprio limite. Nel caso in cui gli studenti accettino la differenza tra una successione di numeri e il suo limite, potrebbero leggere "0,999…" come significato della successione e non come suo limite.[4]
- Alcuni studenti pensano che 0,999… abbia un valore fisso inferiore a 1 di un infinitesimo diverso da zero.
- Alcuni studenti credono che il valore di una serie convergente sia al massimo un'approssimazione e quindi {\displaystyle 0{,}{\bar {9}}\approx 1}.

Queste idee sono sbagliate nel contesto dei numeri reali standard, anche se alcune potrebbero essere valide in altri sistemi di numerazione, che siano inventate per la loro utilità matematica generale o come modo istruttivo per avere dei controesempi attraverso cui comprendere meglio 0,999….
Molte di queste idee sono state raccolte dal professor David Tall, che ha studiato le caratteristiche dell'insegnamento e della cognizione che portano ad alcune delle incomprensioni incontrate nei suoi studenti. Intervistando i propri studenti per capire come mai gran parte di loro rifiutasse inizialmente l'uguaglianza, egli scoprì che "gli studenti continuavano a concepire 0,999… come una sequenza di numeri che si avvicinavano sempre di più a 1 e non come un valore fisso, perché 'non ha spiegato quante cifre ci sono' o 'è il numero decimale più vicino inferiore a 1' ".
Tra le dimostrazioni elementari, la moltiplicazione di 0,333… = 1⁄3 per 3 è apparentemente la migliore per convincere gli studenti riluttanti che 0,999… = 1. Però, quando messi a confronto con il loro conflitto tra la certezza della prima equazione e l'incertezza della seconda, alcuni studenti cominciano a non credere più nella correttezza della prima o semplicemente diventano frustrati. Inoltre i metodi di dimostrazione più sofisticati non sono più efficaci: studenti perfettamente in grado di applicare definizioni coerenti potrebbero ancora cadere in immagini intuitive quando sorpresi da un risultato in matematica avanzata, incluso lo 0,999…. Per esempio, uno studente di analisi matematica fu capace di provare che 0.333… = 1⁄3 usando una definizione di estremo superiore, ma insistette che 0,999…<1 basandosi sulla sua recente comprensione delle divisioni lunghe. Altri ancora sono stati capaci di dimostrare che 1⁄3 = 0,333…, ma, messi a confronto con la dimostrazione frazionaria, insistono nel dire che la logica soppianta i calcoli matematici.
Il matematico Josef Mazur racconta la storia di un suo brillante studente di calcolo che «sfidava quasi tutto quello che dicevo in classe ma non dubitava mai della sua calcolatrice» e che era arrivato a credere che nove cifre sono tutto quello che serve per fare matematica, incluso il calcolo della radice quadrata di 23. Lo studente rimase a disagio con una piccola discussione sul fatto che 9,99… = 10, chiamandola «processo selvaggio immaginario a crescita infinita».
Come parte della "Teoria APOS" sull'insegnamento matematico di Ed Dubinsky, Dubinsky e i suoi collaboratori (2005) hanno proposto che la percezione di 0,999… come stringa indeterminata ma finita con una distanza infinitamente piccola da 1, riveli gli studenti che "non abbiano ancora definito un processo di comprensione completo dei decimali infiniti". Gli altri studenti che hanno sviluppato un processo di comprensione completo del numero 0,999… potrebbero essere incapaci di "incapsulare" quel processo in una "concezione dell'oggetto" come la concezione dello stesso possa avere valore 1, e così vedono il processo 0,999... incompatibile con il valore 1. Dubinsky et al. hanno anche collegato questa abilità dell'incapsulazione di vedere 1⁄3 come un numero come gli altri e di trattarlo con un set di numeri naturali nel suo complesso.

## Dimostrazioni

### Algebra

#### Frazioni
Un motivo per cui i decimali infiniti sono un'estensione necessaria di quelli finiti è quello di rappresentare le frazioni. Usando la divisione, una semplice frazione di interi come 1⁄3 diventa un numero periodico, 0.333…, nel quale le cifre si ripetono all'infinito. Questo numero decimale porta a una rapida dimostrazione di 0,999… = 1. La moltiplicazione di 3 volte 3 produce 9 su ogni cifra, quindi 3 × 0,333… è uguale a 0,999…. E 3 × 1⁄3 è uguale a 1, quindi 0,999… = 1.
Un'altra forma di questa dimostrazione moltiplica 1⁄9 = 0,111… per 9.
| {\displaystyle {\begin{aligned}0{,}333\dots &{}={\frac {1}{3}}\\3\times 0{,}333\dots &{}=3\times {\frac {1}{3}}={\frac {3\times 1}{3}}\\0{,}999\dots &{}=1\end{aligned}}} |  | {\displaystyle {\begin{aligned}0{,}111\dots &{}={\frac {1}{9}}\\9\times 0{,}111\dots &{}=9\times {\frac {1}{9}}={\frac {9\times 1}{9}}\\0{,}999\dots &{}=1\end{aligned}}} |
Una versione ancora più semplice della stessa dimostrazione si basa sulle seguenti equazioni:
{\displaystyle 1={\frac {9}{9}}=9\times {\frac {1}{9}}=9\times 0{,}111\dots =0{,}999\dots }
Siccome sono valide entrambe le frazioni, per la proprietà transitiva 0,999… deve essere uguale 1. Similmente 3⁄3 = 1 e 3⁄3 = 0,999…. Quindi 0,999… deve uguagliare 1.

#### Manipolazione delle cifre
Un altro tipo di dimostrazione si adatta più facilmente ad altri decimali periodici. Quando un numero in notazione decimale viene moltiplicato per 10 le cifre non cambiano, ma viene spostato il separatore decimale di una posizione verso destra. Quindi 10 × 0,999… è uguale a 9,999…, che è maggiore di 9 rispetto al numero originale.
Per vedere questo, si consideri che la sottrazione di 0,999… da 9,999… può procedere cifra per cifra; in ogni cifra dopo il separatore decimale il risultato è 9 ‒ 9, cioè 0. Ma gli zeri periodici non cambiano un numero, quindi la differenza è esattamente 9. Il passo finale usa l'algebra. Sia chiamato il numero decimale in questione, 0,999…, c. Allora 10c − c = 9. Questo è lo stesso che dire 9c = 9. Dividere entrambi i membri per 9 completa la dimostrazione: c=1. Scritta come sequenza di equazioni:
{\displaystyle {\begin{aligned}c&=0{,}999\ldots \\10c&=9{,}999\ldots \\10c-c&=9{,}999\ldots -0{,}999\ldots \\9c&=9\\c&=1\\0{,}999\ldots &=1\end{aligned}}}
La validità della manipolazione delle cifre nelle due dimostrazioni sopra non va presa per fede o per assioma; segue dalla relazione fondamentale tra i decimali e i numeri che essi rappresentano. Sicuramente questa relazione (che può essere sviluppata in diverse maniere equivalenti) stabilisce di già che i decimali 0,999… e 1,000… rappresentano entrambi lo stesso numero.
Se ne può dare anche una dimostrazione per assurdo:
{\displaystyle {\begin{aligned}0,{\overline {9}}&\neq 1\\0,{\overline {9}}\cdot 9&\neq 1\cdot 9\\0,{\overline {9}}\cdot 9+0,{\overline {9}}&\neq 1\cdot 9+0,{\overline {9}}\\0,{\overline {9}}\cdot 9+0,{\overline {9}}&\neq 9,{\overline {9}}\\0,{\overline {9}}\cdot (9+1)&\neq 9,{\overline {9}}\\0,{\overline {9}}\cdot 10&\neq 9,{\overline {9}}\\9,{\overline {9}}&\neq 9,{\overline {9}}\\\end{aligned}}}

### Analisi reale
Siccome la questione di 0,999… non riguarda lo sviluppo formale della matematica, essa si può posporre fino a che qualcuno non dimostra i teoremi classici dell'analisi reale. Un requisito è caratterizzare i numeri reali che possono essere scritti in notazione decimale, che consistono in un segno (opzionale), una sequenza finita di un qualsiasi numero di cifre che formi la parte intera, un separatore decimale e una sequenza di cifre che forma la parte frazionaria. Nell'obiettivo di discutere 0,999…, la parte intera può essere riassunta come b0 così da avere un'espansione decimale con la forma:
{\displaystyle b_{0}.b_{1}b_{2}b_{3}b_{4}b_{5}\dots }
È vitale che la parte frazionaria, diversamente da quella intera, non sia limitata a un numero finito di cifre. Questa è una notazione posizionale, quindi, per esempio, il 5 in 500 contribuisce dieci volte rispetto al 5 in 50 e il 5 in 0,05 contribuisce un decimo rispetto al 5 in 0,5.

#### Serie e successioni infinite
Forse lo sviluppo più comune delle espansioni decimali è definirle come somme di serie infinite. In generale:
{\displaystyle b_{0},b_{1}b_{2}b_{3}b_{4}\ldots =b_{0}+b_{1}({\tfrac {1}{10}})+b_{2}({\tfrac {1}{10}})^{2}+b_{3}({\tfrac {1}{10}})^{3}+b_{4}({\tfrac {1}{10}})^{4}+\cdots .}
Per 0,999… si può invece applicare il più potente teorema della convergenza sulle serie geometriche:
Se {\displaystyle |r|<1} allora {\displaystyle ar+ar^{2}+ar^{3}+\cdots ={\frac {ar}{1-r}}.}
Siccome 0,999… è una somma tale da avere un rapporto comune di {\displaystyle r=\textstyle {\frac {1}{10}}}, il teorema ha bisogno di un breve lavoro per dimostrare la questione:
{\displaystyle 0{,}999\ldots =9({\tfrac {1}{10}})+9({\tfrac {1}{10}})^{2}+9({\tfrac {1}{10}})^{3}+\cdots ={\frac {9({\tfrac {1}{10}})}{1-{\tfrac {1}{10}}}}=1.}
Questa dimostrazione (effettivamente che 10 uguaglia 9,999…) appare nel 1770 nel libro Elementi di Algebra (Elements of Algebra) di Eulero.

Limiti: l'intervallo unitario, inclusa la sequenza decimale in base-4 che converge a uno (.3, .33, .333, …).

La somma di una serie geometrica è essa stessa un risultato più vecchio di Eulero. Una derivata tipica del XVIII secolo usava una manipolazione termine a termine simile alla dimostrazione algebrica data sopra e nel 1811 il libro di Bonnycastle Un'introduzione all'Algebra (An Introduction to Algebra) usa un'argomentazione simile per le serie geometriche per giustificare la stessa manovra su 0,999… Una reazione del XIX secolo contro tali metodi di somma liberali risultò nella definizione che ancora domina oggi: la somma di una serie è definita come il limite della successione delle sue somme parziali. Una dimostrazione corrispondente del teorema calcola esplicitamente quella successione; può essere trovata in una qualsiasi introduzione basata su dimostrazioni al calcolo o all'analisi.
Una successione (x0, x1, x2, …) ha come limite x se la distanza |x − xn| diviene arbitrariamente piccola con l'aumentare di n. L'affermazione 0.999… = 1 può essere interpretata e dimostrata come un limite:
{\displaystyle 0{,}999\ldots =\lim _{n\to \infty }0{,}\underbrace {99\ldots 9} _{n}=\lim _{n\to \infty }\sum _{k=1}^{n}{\frac {9}{10^{k}}}=\lim _{n\to \infty }\left(1-{\frac {1}{10^{n}}}\right)=1-\lim _{n\to \infty }{\frac {1}{10^{n}}}=1}
L'ultimo passo — che lim 1⁄10n = 0 — è spesso giustificato dall'assioma che i numeri reali hanno la proprietà archimedea. Questo modo di pensare verso 0,999… basato sui limiti viene spesso espresso in termini più evocativi che precisi. Per esempio, il libro del 1846 Aritmetica universitaria (The University Arithmetic) spiega: "0,999 +, continuato all'infinito = 1, perché ogni aggiunta di un 9 porta il valore più vicino a 1"; il libro del 1895 Aritmetica per le scuole (Arithmetic for Schools) dice, "…quando un grande numero di 9 viene preso, la differenza tra 1 e 0,99999… diviene inconcepibilmente piccola". Tali euristiche sono spesso interpretate dagli studenti come implicanti del fatto che 0,999… è più piccolo di 1.

#### Intervalli annidati ed estremi superiori

Intervalli annidati: in base 3, 1 = 1,000… = 0,222…

La definizione di serie sopra è un semplice modo di definire il numero reale espresso da una periodicità decimale. Un approccio complementare è fatto su misura del processo inverso: per un dato numero reale si definisce/definiscono le espansioni decimali che gli danno il nome.
Se un numero reale x è risaputo incluso nell'intervallo chiuso [0, 10] (è maggiore o uguale a 0 e minore o uguale a 10), si può immaginare di dividere quell'intervallo in 10 parti che si sovrappongono solo nei loro limiti: [0, 1], [1, 2], [2, 3] fino a [9, 10]. Il numero x deve appartenere a uno di essi; se appartiene a [2, 3] si registra la cifra "2" e si suddivide l'intervallo in [2, 2,1], [2,1, 2,2] …, [2,8, 2,9], [2,9, 3]. Continuando questo processo si ottiene una successione infinita di intervalli annidati, classificata da una successione infinita di cifre b0, b1, b2, b3, …, e si può scrivere:
x = b0,b1b2b3…
In questo formalismo il fatto che 1 = 1,000… e 1 = 0,999… riflette il fatto che 1 giace in entrambi [0, 1] e [1, 2], così da permettere la scelta di entrambi i sottointervalli per trovare le sue cifre. Per assicurarsi che questa notazione non abusi del segno di "=", è necessario un modo di ricostruire un numero reale unico per ogni decimale. Questo può essere fatto attraverso i limiti, ma altre interpretazioni insistono sull'argomentazione dell'ordinamento.
Una scelta diretta è il teorema degli intervalli annidati, che garantisce, data una successione di intervalli annidati chiusi le cui lunghezze divengono arbitrariamente piccole, gli intervalli contengono esattamente un numero reale nella loro intersezione. Quindi b0,b1b2b3… è definito essere l'unico numero contenuto in tutti gli intervalli [b0, b0 + 1], [b0.b1, b0.b1 + 0.1], e così via. 0,999… è allora l'unico numero reale che giace in tutti gli intervalli [0, 1], [0,9, 1], [0,99, 1], and [0,99…9, 1] per ogni stringa finita di 9. Siccome 1 è elemento di ciascuno di questi intervalli, 0,999… = 1.
Il Teorema degli Intervalli Annidati viene solitamente trovato in una caratteristica più fondamentale dei numeri reali: l'esistenza di un estremo superiore. Per sfruttare direttamente questi oggetti, si potrebbe definire b0,b1b2b3… essere l'estremo superiore della serie di approssimazioni {b0, b0.b1, b0.b1b2, …}. Si può poi dimostrare che questa definizione (o definizione degli intervalli annidati) è consistente con la procedura di suddivisione, implicando ancora 0,999… = 1. Tom Apostol conclude:

Il fatto che un numero reale potrebbe avere due diverse rappresentazioni decimali è semplicemente un riflesso del fatto che due differenti gruppi di numeri reali possono avere lo stesso estremo superiore.

### Numeri reali
Alcuni approcci definiscono esplicitamente i numeri reali per essere certamente strutture costruite sui numeri razionali, usando la teoria degli insiemi. I numeri naturali — 0, 1, 2, 3, e così via — cominciano con 0 e continuano a crescere, cosicché ogni numero ha un successore. Si possono estendere i numeri naturali con i loro negativi per ottenere tutti gli interi e per estendere ulteriormente i rapporti, dando i numeri razionali. Questi sistemi numerici sono accompagnati dall'aritmetica dell'addizione, della sottrazione, della moltiplicazione e della divisione. Più sottilmente, includono l'ordinamento, così da poter confrontare un numero con un altro ed essere minore, maggiore o uguale.
Il passo dai numeri razionali ai numeri reali è un'ulteriore estensione. Ci sono almeno due modi famosi per raggiungere questo scopo, entrambi pubblicati nel 1872: le sezioni di Dedekind e le successioni di Cauchy. Le dimostrazioni che 0,999… = 1 che usino direttamente queste costruzioni non si trovano nei libri di testo di analisi reale, dove la tendenza moderna degli ultimi decenni è stata quella di usare un'analisi assiomatica. Anche quando viene offerta una costruzione, esso viene applicato solitamente per dimostrare gli assiomi dei numeri reali, i quali poi supportano le dimostrazioni sopracitate. Tuttavia diversi autori esprimono l'idea che cominciare con una costruzione è più appropriato logicamente e le dimostrazioni risultanti sono più auto-contenute.

#### Sezioni di Dedekind
Nell'approccio con le sezioni di Dedekind, ogni numero reale x viene definito come l'insieme infinito di tutti i numeri razionali minori di x. In particolare, il numero reale 1 è l'insieme di tutti i numeri razionali che sono minori di 1. Ogni rappresentazione decimale positiva determina facilmente una sezione di Dedekind: l'insieme dei numeri razionali minori di una qualche parte della rappresentazione. Quindi il numero reale 0.999… è l'insieme dei numeri razionali r tali che r < 0 o r < 0,9 o r < 0,99 o r minore di un qualche altro numero della forma {\displaystyle {\begin{aligned}1-({\tfrac {1}{10}})^{n}\end{aligned}}}. Ogni elemento di 0.999… è minore di 1, quindi è elemento del numero reale 1. Al contrario un elemento di uno è un numero razionale {\displaystyle {\begin{aligned}{\tfrac {a}{b}}<1\end{aligned}}}, il che implica {\displaystyle {\begin{aligned}{\tfrac {a}{b}}<1-({\tfrac {1}{10}})^{b}\end{aligned}}}. Siccome 0.999… e 1 contengono gli stessi numeri razionali, sono lo stesso insieme, quindi: 0.999… = 1.
La definizione di numeri reali come sezioni di Dedekind fu pubblicata da Richard Dedekind nel 1872. L'approccio sopra descritto per assegnare un numero reale a ogni rappresentazione decimale è causato da un articolo descrittivo intitolato "0.999… è uguale a 1?" ("Is 0.999 … = 1?") di Fred Richman nel Mathematics Magazine, che è mirato ai professori della matematica collegiale, specialmente al livello junior/senior e ai loro studenti. Richman nota che prendere le sezioni di Dedekind in un qualsiasi sottoinsieme denso dei numeri razionali porta agli stessi risultati; in particolare egli usa le frazioni decimali, per le quali la dimostrazione è più immediata: "Quindi vediamo che nella definizione tradizionale dei numeri reali, l'equazione 0.9* = 1 viene costruita dall'inizio". Un'ulteriore modifica della procedura porta a una struttura differente che Richman è più interessato a descrivere; si vedano i Sistemi numerici alternativi più sotto.

#### Successioni di Cauchy
Un altro approccio per costruire i numeri reali usa meno direttamente l'ordinamento dei razionali. Prima, viene definita la distanza tra x e y come il valore assoluto |x − y|, dove il valore assoluto |z| viene definito come il massimo di z e −z, quindi mai negativo. Poi i reali vengono definiti come le successioni dei razionali che, in base a questa distanza, hanno le proprietà della successione di Cauchy. Questo è, nella successione (x0, x1, x2, …), una mappatura dai numeri naturali ai razionali; per ogni razionale positivo δ c'è un N tale che |xm − xn| < δ per ogni m, n > N. (La distanza tra i termini diviene più piccola di ogni razionale positivo).
Se (xn) e (yn) sono due successioni di Cauchy, allora si possono definire uguali come numeri reali se la successione (xn − yn) ha come limite 0. Il troncamento del numero decimale b0,b1b2b3… genera una successione di razionali di Cauchy; questa viene presa per definire il valore reale del numero. In questo formalismo quindi il compito è quello di mostrare che la successione di numeri razionali
{\displaystyle \left(1-0,\ 1-{9 \over 10},\ 1-{99 \over 100},\ \dots \right)=\left(1,\ {1 \over 10},\ {1 \over 100},\ \dots \right)}
ha come limite 0. Considerando il termine n-esimo della successione, per n=0,1,2,… si deve perciò dimostrare che
{\displaystyle \lim _{n\rightarrow \infty }{\frac {1}{10^{n}}}=0.}
Questo limite è ovvio; una possibile dimostrazione è che per ε = a/b > 0 si può prendere N = b nella definizione di limite di una successione. Quindi si ha ancora 0.999… = 1.
La definizione dei numeri reali come successioni di Cauchy fu pubblicata separatamente da Eduard Heine e Georg Cantor, entrambi nel 1872. L'approccio sopra descritto per le espansioni decimali, assieme alla dimostrazione che 0,999… = 1, segue da vicino il lavoro del 1970 di Griffiths & Hilton, A comprehensive textbook of classical mathematics: A contemporary interpretation (Un testo completo di matematica classica: Un'interpretazione contemporanea). Il libro è scritto specificamente per offrire un diverso modo di guardare, in chiave contemporanea, a concetti familiari.

### Generalizzazioni
Le dimostrazioni dell'uguaglianza 0,999… = 1 si possono generalizzare immediatamente in due modi. Primo, ogni numero diverso da zero con notazione decimale finita (equivalente agli infiniti zeri periodici) ha una controparte con 9 periodici. Per esempio 0,24999… eguaglia 0,25, esattamente come nel caso particolare considerato. Questi numeri sono esattamente le frazioni decimali, e sono fitti.
Secondo, un teorema paragonabile si applica su ogni radice o base. Per esempio in base 2 (il sistema numerico binario) 0,111… è uguale a 1, mentre in base 3 (sistema numerico ternario) 0,222… è uguale a 1. I libri di testo di analisi reale solitamente saltano l'esempio di 0,999… e presentano una o entrambe queste generalizzazioni dall'inizio.
Esistono rappresentazioni alternative di 1 anche con basi non intere. Per esempio nella base aurea, le due rappresentazioni standard sono 1,000… e 0,101010… e vi sono infinite rappresentazioni che includono degli 1 adiacenti. Generalmente, per quasi tutti i q tra 1 e 2 c'è una quantità non numerabile di rappresentazioni di 1 in base q. D'altra parte vi è un insieme non numerabile di q (inclusi tutti i numeri naturali più grandi di 1) per i quali vi è soltanto una rappresentazione di 1 in base-q, oltre alla triviale 1,000…. Questo risultato fu ottenuto da Paul Erdős, Miklos Horváth e István Joó attorno al 1990. Nel 1998 Vilmos Komornik e Paola Loreti determinarono la più piccola di queste basi, la costante di Komornik-Loreti q = 1,787231650…. In questa base 1 = 0,11010011001011010010110011010011…; le cifre sono date dalla successione di Thue-Morse che non ha ripetizioni.
Una generalizzazione più estesa viene fatta con i sistemi numerici posizionali più generici. Anch'essi hanno rappresentazioni multiple e in un certo senso le difficoltà sono persino peggiori. Per esempio:
- Nel sistema ternario bilanciato, {\displaystyle 1/2=0{,}111...=1{,}{\underline {111}}...}
- Nel sistema fattoradico  1 = 1,000… = 0,1234….

Marko Petkovšek ha dimostrato che tali ambiguità sono conseguenze necessarie dell'uso di un sistema posizionale: per un qualsiasi sistema simile che definisce tutti i numeri reali, il set di reali con rappresentazioni multiple è sempre denso. Egli chiama la dimostrazione "un esercizio istruttivo nella topologia degli insiemi di punti elementare"; richiede il vedere gli insiemi di valori posizionali come spazi di Stone e notare che le loro rappresentazioni reali sono date da funzioni continue.

## Applicazioni
Un'applicazione di 0,999… come rappresentazione di 1 avviene nella teoria dei numeri. Nel 1802 H. Goodwin pubblicò un'osservazione sull'apparizione di serie di numeri 9 nelle rappresentazioni decimali ripetitive delle frazioni i cui denominatori sono numeri primi certi. Esempi includono:
- 1⁄7 = 0,142857142857… e 142 + 857 = 999.
- 1⁄73 = 0,0136986301369863… e 0136 + 9863 = 9999.

E. Midy dimostrò un risultato generale su tali frazioni, ora chiamato teorema di Midy, nel 1836. La pubblicazione era oscura e non è chiaro se la sua dimostrazione coinvolgesse direttamente 0,999…, ma almeno una dimostrazione moderna di W. G. Leavitt lo fa. Se si riesce a dimostrare che un decimale della forma 0,b1b2b3… è un intero positivo, allora deve essere 0,999… che diviene allora la sorgente dei 9 nel teorema. Ricerche in questa direzione possono motivare concetti quali il massimo comun divisore, l'aritmetica modulare, il numero di Fermat, l'ordine degli elementi di un gruppo e la reciprocità quadratica.

Posizioni di ^{1}⁄_{4}, ^{2}⁄_{3} e 1 nell'insieme di Cantor

Tornando all'analisi reale, l'analogo in base-3 0,222… = 1 gioca un ruolo chiave nella caratterizzazione di uno dei più semplici frattali, l'insieme di Cantor:
- Un punto nell'intervallo unitario giace nell'insieme di Cantor se e solo se può essere rappresentato in ternario usando soltanto le cifre 0 e 2.

La cifra n-esima della rappresentazione riflette la posizione del punto nello stadio n-esimo della costruzione. Per esempio il punto ²⁄3 è dato dalla usuale rappresentazione di 0,2 o 0,2000…, poiché giace alla destra della prima cancellazione e alla sinistra di ogni altra cancellazione successiva. Il punto 1⁄3 è rappresentato non come 0,1 ma come 0,0222…, poiché giace alla sinistra della prima cancellazione e alla destra di ogni cancellazione successiva.
I nove periodici ritornano in un altro dei lavori di Georg Cantor. Devono essere presi in considerazione per costruire una dimostrazione valida, applicando il suo argomento diagonale del 1891 alle rappresentazioni decimali, della non numerabilità dell'intervallo unitario. Tale dimostrazione deve essere in grado di dichiarare certe coppie di numeri reali diverse in base alle loro rappresentazioni decimali, bisogna quindi evitare coppie come 0,2 e 0,1999…. Un semplice metodo rappresenta tutti i numeri con rappresentazioni non terminanti; il metodo opposto esclude i nove periodici. Una variante che probabilmente si avvicina di più all'argomentazione originale di Cantor usa la base 2 e, convertendo rappresentazioni in base-3 nella base-2, si può anche dimostrare la non numerabilità dell'insieme di Cantor.

## Sistemi numerici alternativi
Nonostante i numeri reali formino un sistema numerico estremamente utile, la decisione di interpretare la frase "0,999…" come qualcosa che descrive un numero reale è in ultima forma una convenzione e Timothy Gowers lamenta in Matematica: una breve introduzione (Mathematics: A Very Short Introduction) che l'identità risultante 0,999… = 1 sia anch'essa una convenzione:

Tuttavia essa non è assolutamente una convenzione arbitraria, poiché nel non adottarla si viene forzati o a inventare nuovi strani oggetti o ad abbandonare alcune delle regole familiari dell'aritmetica.

Si possono definire altri sistemi numerici usando diverse regole o nuovi oggetti; in alcuni di tali sistemi numerici le dimostrazioni sopracitate dovrebbero essere reinterpretate e si potrebbe scoprire che, in un dato sistema numerico, 0,999… e 1 non siano identici. Tuttavia molti sistemi numerici sono estensioni – piuttosto che alternative indipendenti – del sistema numerico reale, quindi 0,999… = 1 continua a sussistere. Anche in simili sistemi numerici, però, è utile esaminare sistemi numerici alternativi, non solo per come si comporta 0,999… (se, di fatto, un numero espresso come "0,999…" sia significativo e non ambiguo), ma anche il comportamento del relativo fenomeno. Se tale fenomeno differisce da quelli nel sistema numerico reale, allora almeno una delle assunzioni costruite nel sistema deve fallire.

### Infinitesimi
Alcune dimostrazioni che 0,999… = 1 si affidano alla proprietà archimedea dei numeri reali standard: non ci sono infinitesimi diversi da zero. Ci sono strutture algebriche ordinate matematicamente coerenti, incluse le varie alternative ai reali standard, che non sono Archimedee. Il significato di 0,999… dipende da quale struttura viene usata. Per esempio i numeri duali includono un nuovo elemento infinitesimo ε, analogo all'unità immaginaria i nei numeri complessi eccetto che ε² = 0. La struttura risultante è utile nella differenziazione automatica. I numeri duali possono avere un ordine lessicografico, nel qual caso i multipli di ε diventano elementi non archimedei. Si noti tuttavia che, come estensione dei numeri reali, i numeri duali possiedono ancora l'eguaglianza 0,999… = 1. Relativamente a ciò, mentre ε esiste nei numeri duali, allora esiste anche ε/2 e quindi ε non è "il più piccolo numero duale positivo" e, di fatto come nei reali, non esiste un tale numero.
Un altro modo per costruire alternative ai reali standard è usare la teoria del topos e logiche alternative piuttosto che la teoria degli insiemi e della logica classica (che è un caso particolare). Per esempio l'analisi infinitesima ha infinitesimi senza reciproci.
L'analisi non standard è ben conosciuta per includere un sistema numerico con un vettore pieno di infinitesimi (e di loro inversi), che fornisce un approccio differente e forse più intuitivo al calcolo. A. H. Lightstone fornì uno sviluppo delle rappresentazioni decimali non standard nel 1972 nel quale ogni numero reale esteso in (0, 1) ha una rappresentazione decimale estesa unica: una sequenza di cifre 0, ddd…;…ddd… numerata dai numeri reali estesi. In questo formalismo ci sono due rappresentazioni naturali di 0,333…, nessuna delle quali differisce da 1⁄3 di un infinitesimo:
0.333…;…000… non esiste, mentre
0.333…;…333… = 1⁄3 esattamente.
La teoria del gioco combinatorio fornisce reali alternative, come l'infinito Rosso-Blu di Hackenbush, tanto per fare uno specifico esempio. Nel 1974, Elwyn Berlekamp ha descritto una corrispondenza fra le stringhe di Hackenbush e l'espansione binaria dei numeri reali, motivata dall'idea della compressione dei dati. Per esempio, il valore della stringa di Hackenbush LRRLRLRL… è 0,0101012… = 1⁄3. Comunque, il valore di LRLLL… (corrispondente a 0.111…2) è infinitamente più piccolo di 1. La differenza fra i due è che il numero surreale 1⁄ω, dove ω è il primo numero ordinale; il gioco relativo è LRRRR… o 0.000…2.

## Nella cultura di massa
Con l'ascesa di Internet i dibattiti su 0,999… sono usciti dalle classi e sono comuni su newsgroup e forum, inclusi molti che nominalmente hanno ben poco a che fare con la matematica. Nel newsgroup sci.math la discussione su 0,999… è uno sport popolare ed è una delle domande che trovano risposta nelle sue FAQ. La FAQ spiega brevemente la dimostrazione 1⁄3, la moltiplicazione per 10, i limiti e allude anche alle successioni di Cauchy.
Un'edizione del 2003 del The Straight Dope (una colonna opinionistica pubblicata su oltre trenta giornali americani) discute su 0,999… attraverso 1⁄3 e limiti, parlando di idee sbagliate:

Il primate resiste ancora in noi dicendo: 0,999~ non rappresenta davvero un numero allora, ma un processo. Per trovare un numero dobbiamo fermare il processo e a tal punto il concetto 0,999~ = 1 cade a pezzi.
Fesserie.

Il The Straight Dope cita una discussione sulla sua bacheca che è venuta da una non meglio identificata "altra bacheca … più che altro sui videogiochi". Nello stesso spirito, la questione di 0,999… è diventata un argomento talmente popolare nei primi sette anni del forum Battle.net della Blizzard Entertainment che la compagnia pubblicò un "comunicato" il 1º aprile 2004:

Siamo molto contenti di chiudere il libro su questo argomento una volta per tutte. Abbiamo assistito al patema e alla preoccupazione riguardo al fatto che 0,999~ sia o no uguale a 1; e siamo fieri che la seguente dimostrazione risolve finalmente e definitivamente il problema per i nostri clienti.

Vengono poi offerte due dimostrazioni, basate sui limiti e sulla moltiplicazione per 10.